# Basisregistratie Voertuigen
De Basisregistratie Voertuigen of BRV is een basisregister ten behoeve van de overheid in Nederland, waarin gegevens van voertuigen, kentekenbewijzen en personen aan wie het kentekenbewijs is afgegeven, worden bijgehouden. De Basisregistratie Voertuigen wordt door de RDW, tot 1996 de Rijksdienst voor het Wegverkeer, beheerd.
De BRV heeft in 2008 het Basis Kenteken Register vervangen.